# ビッグリップ
ビッグリップ(英: Big Rip)は、2003年に公表された宇宙の終焉についての仮説である。恒星や銀河から原子や亜原子粒子に至るまで、宇宙のすべての物質は、宇宙の加速のために未来のある時点でバラバラになる。理論的には、宇宙の計量は、有限な時間で無限大になりうる。

## 定義と概要
この仮説は、宇宙のダークエネルギーのタイプに決定的に依っている。重要な因子は、状態方程式パラメータ{\displaystyle w}で、この値は、ダークエネルギーの圧力とエネルギー密度の比である。{\displaystyle w}<-1の時、宇宙は引き離される。このようなエネルギーはファントムエネルギーと呼ばれ、クインテッセンスの極端な形態である。
宇宙でファントムエネルギーが優勢な場合は、宇宙は速度を増しながら（=加速しながら）膨張する。しかし、これは観測可能な宇宙の大きさが縮み続けることを意味し、あらゆる点から光速で遠ざかる観測可能な宇宙の端までの距離は、より近くなるはずである。観測可能な宇宙の大きさがどの特定構造よりも小さくなると、すべての基礎的な相互作用（重力、電磁力、弱い力、強い力）が光速を超えてしまうため、ゲージ粒子が交換できずに力が働かない状態になるはずである。こうなると、構造は「バラバラになる」。このモデルでは、ある有限時間の後に「ビッグリップ」と呼ばれる、すべての距離が発散して無限となった最終的な単一状態が現れることを示唆している。
この説の提唱者であるダートマス大学のロバート・コールドウェルは、現在知られているエネルギーの形態で、現在から宇宙の終焉に至るまでの時間を計算した。
{\displaystyle t_{rip}-t_{0}\approx {\frac {2}{3|1+w|H_{0}{\sqrt {1-\Omega _{m}}}}}}
ここで、{\displaystyle w}は、上で定義した値、H0はハッブル定数、Ωmは現在の宇宙におけるすべての物質の密度（密度パラメータ）である。
(1+{\displaystyle w})の値が0に近づくほど、分母は0に近づき、ビッグリップはより遠い未来の出来事になる。もし{\displaystyle w}がちょうど-1に等しければ、H0とΩmの値にかかわらず、ビッグリップは起こらない。
この論文において著者は、{\displaystyle w}=-1.5、H0=70 km/s/Mpc、Ωm=0.3と仮定して計算し、宇宙の終焉は現在から220億年後という結果を得た。このシナリオでは、銀河は最初は互いに遠ざかり、宇宙の終焉の約6000万年前に、重力は銀河系やその他の銀河を支えることができなくなるほどにまで希薄となる。宇宙の終焉の約3か月前には、現在の太陽系のような星系は、重力で結びつけなくなる。最後の数分で、あらゆる星とそれを構成する目に見える物質は形状を保てなくなり、宇宙の終焉までの1秒間では分子や原子までが破壊される。
ただし、現在の研究によると、実際の{\displaystyle w}の値は-1に非常に近く、{\displaystyle \Omega }が式において優占的な因子になると考えられている。また、{\displaystyle w}の値が-1より大きいか小さいかを決定するのに十分なデータは得られていない。